# Black Beetle (DC Comics)
Black Beetle è un personaggio immaginario, super criminale dei fumetti DC Comics.

## Storia di pubblicazione
Black Beetle comparve per la prima volta in Booster Gold vol. 2 n. 6 (marzo 2008), e fu creato da Geoff Johns, Jeff Katz, Dan Jurgens, Norm Rapmund, Matthew Sturges e Carlo Barbieri. Comparve nelle storie di rinforzo di Blue Beetle presenti in Booster Gold e nelle stesse storie di Booster Gold. Riguardo allo sviluppo e all'utilizzo del personaggio, il creatore Matthew Sturges commentò:
"Si tratta per lo più del futuro, e di cosa accadrà. Questo è qualcosa che mi piace molto di lui. Molta dell'etica di Blue Beetle è ancorata al passato, ed è bello vederne un nuovo pezzo che si evolve in un'altra direzione".

## Biografia del personaggio
Originariamente il Blue Beetle del futuro, Black Beetle comparve a Booster Gold in una sfera temporale, e gli offrì una possibilità di andare indietro nel tempo e salvare il suo migliore amico, Ted Kord, dalle mani di Maxwell Lord, nonostante le affermazioni di Rip Hunter che la morte di Ted era un punto di tempo "solidificabile" inalterabile. Booster concordò di andare con Black Beetle, che reclutò anche il primo Blue Beetle (Dan Garrett), e quello corrente (Jaime Reyes) per questa missione. Il gruppo riuscì a salvare Ted, ma tornati nel presente scoprirono che la linea temporale fu alterata, e che Max e i suoi OMACs stavano governando il mondo intero. Quando Booster e Beetle, mettendo insieme alcuni vecchi compagni della Justice League International, tentarono di risistemare la linea temporale, furono attaccati da Black Beetle, che si rivelò in società con i Time Stealers, un gruppo consistente di Despero, Per Degaton, Ultra-Humanite e il padre di Booster Gold (quest'ultimo sotto il controllo mentale di Mr. Mind). Quando la battaglia cominciò, Ted capì che l'unico modo di sistemare le cose era di ritornare nel passato e permettere a sé stesso di venire assassinato. Black Beetle tentò di fermarlo, rivelando che lui era il "più grande nemico di Jaime Reyes", e che Jaime gli aveva portato via qualcuno di molto caro. Rivelò anche di aver seguito il piano dei Time Stealers di prevenire la morte di Ted così che Jaime non potesse mai diventare Blue Beetle e "lei" non avrebbe mai dovuto morire. Sia lui che Ted entrarono nella sfera temporale dei Time Stealers, che quindi si attivò. Nel numero successivo, si scoprì che Ted aveva ricostituito la linea temporale, ma dove e quando sia scomparso Black Beetle è ignaro.

### Hector
Nel numero finale di Blue Beetle vol. 2, Nadia, uno dei supporti tecnici di Jaime Reyes, fu uccisa dalla Kahji Dha Revolutionary Army, un gruppo sovversivo di Infiltratori Reach ispirati dallo scarabeo di Jaime. Hector, il fratello di Nadia, incolpò Jaime e, pieno di rabbia, e lasciò il paese. Si scoprì che Hector era legato dalla tecnologia Reach presa agli invasori, che gli donò potenzialmente lo stesso potere di Jaime, e assunse l'identità di "Joshua" basandosi su "Djo Zha", il precedente proprietario dello scarabeo, e membro del KDRA. Joshua è il nome utilizzato da Black Beetle nelle sue prime comparse. L'uso di Hector era da intendersi come un mezzo per causare speculazione riguardo al personaggio di Black Beetle, in quanto le storie future del personaggio si evolsero. Quando Black Beetle finalmente si confrontò con Jaime, affermò che lui era Hector indirettamente, incolpandolo per la morte di Nadia, ma istantaneamente ritirando la sua affermazione, affermando invece che di fatto aveva ucciso Hector e rubato la sua tecnologia. Nel numero seguente, affermò di essere lo Jaime del futuro, impazzito dopo aver attaccato Milagro, affetto da un danno al cervello.

### Status corrente
Black Beetle ritornò al presente, attaccò Booster e il nuovo Batman, Dick Grayson, nella Batcaverna. Dopo un breve alterco, Black Beetle fuggì nel passato, cambiando gli eventi in modo da causare la morte di Dick durante il suo periodo dome Robin. Booster seguì Black Beetle nel passato, scoprendo che si era alleato con Grant Wilson, tentando di cambiare l'esito disastroso del suo combattimento contro i Teen Titans. Lo si vide lavorare anche con una persona sconosciuta che desiderava la distruzione della Justice League (che poi si rivelò essere T.O. Morrow). Comparve brevemente nel presente, rivelandosi a Jaime e scomparendo con il corpo ginoide di un eroe che aveva appena sconfitto. Quindi, Black Beetle comparve in un futuro creato da lui stesso dove uccise i Teen Titans dove il padre di Raven, Trigon, fu in grado di dominare il mondo con l'assenza sia di Batman che dei Titans. Si rivelò quindi che il vero proposito per cui creò quel futuro era di utilizzare la distrazione di Booster, Rip Hunter, e la resistenza attaccando per rubare uno scarabeo rosso dalla stanza dei trofei di Trigon. Affermò che lo Scarabeo Rosso era molto più potente del suo e lo legò a sé in aggiunta alla sua tecnologia corrente. Rip tentò di rintracciare Black Beetle nella sua base, utilizzando uno dei suoi dispositivi per sovraccaricare l'armatura con energia temporale, apparentemente distruggendo Black Beetle. Lo si vide anche nel presente, a El Paso, mentre tentava di appropriarsi dello scarabeo blu di Jaime. Jaime riuscì a fermarlo sparandogli contro particelle di tachioni, paralizzandolo. Tuttavia, a causa delle ferite che sua sorella subì per mano di Black Beetle, Jaime fu costretto a lasciare andare il criminale.
Nella serie limitata Time Masters: Vanishing Point, i Time Stealers vennero a sapere che la fortezza Vanishing Point fu distrutta. Black Beetle notò che qualcuno era coinvolto con Rip Hunter e trovò la risposta. Black Beetle portò i suoi alleati al Vanishing Point distrutto e vide che Rip intrappolò i Linear Men in una cella perché non andavano d'accordo sul come maneggiare il tempo. I quattro criminali trovarono la cella e la aprirono, trovando all'interno anche Matthew Ryder e Liri Lee. Black Beetle chiese ai Linear Men di aiutarlo a riportare Waverider in vita. Ma Supernova fermò Black Beetle dalla distopia e inviò i Time Stealers nel presente, anche se Black Beetle fuggì e i Linear Men scelsero di andare con lui dato che li liberò dall'imprigionamento. Dopo aver trovato il cadavere di Waverider nel deserto desolato che era la Terra del futuro, Black Beetle ingannò i Linear Men e cercò di utilizzare il potere nel corpo deceduto del supereroe per diventare invulnerabile. Black Beetle tentò di fondersi con il potere del cadavere di Waverider ma fu fermato da Supernova, cosa che permise a Liri di fondersi con il cadavere di Waverider e diventare Linear Woman. Black Beetle attaccò Supernova ma quando Superman e il resto dei Time Masters arrivarono, egli fuggì, dicendo che li avrebbe rivisti di nuovo in futuro.

## Poteri e abilità
- Black Beetle indossa quello che sembra essere una versione nera del vestito da scarabeo di Jaime Reyes. Fino ad ora Black Beetle fu visto utilizzare solo colpi energetici e abilità di volo. Gli permise anche di viaggiare nel tempo, e lo protesse dagli effetti dei portali temporali.
- Di recente ottenne anche uno scarabeo rosso, anche se ancora non si sa quali tipi di poteri gli conferisca.

## In altri media

### Televisione
- Black Beetle comparve nella serie animata Young Justice[17]. Nella serie, è un agente senza nome dei Reach, che sono i Partner della Luce (Consiglio di Amministrazione del Progetto Cadmus) e concorrenti dei Kroloteani. Fu chiamato Black Beetle da Wonder Girl. Comparve di profilo nell'episodio "Salvage" quando lui e Sportmaster stavano guardando Superboy e Blue Beetle combattere contro un Golem Appellaxiano creato dai membri dell'Intergang Bruno Mannheim e Whisper A'Daire. Dopo che Superboy e Blue Beetle sconfissero il Golem, Black Beetle lo distrusse con un colpo sonico. Sportmaster disse successivamente a Black Beetle che Bruno Mannheim e Whisper A'Daire si trovavano in stato catatonico per servire come avvertimento contro chiunque si fosse messo contro La Luce. Comparve poi ufficialmente nell'episodio "Before the Dawn" quando la squadra rintracciò i loro membri scomparsi al quartier generale dei Reach sott'acqua. Black Beetle discusse con l'Ambasciatore e la Scienziata dei Reach a proposito dello status dello Scarabeo che si trovava nelle mani di Jaime Reyes. Mentre controllavano gli aggiornamenti sulla situazione dello scarabeo di Blue Beetle, Black Beetle suggerì di rinnovare lo scarabeo, che quindi avrebbe richiesto un altro ospite dato che la rimozione avrebbe ucciso Jaime. Quindi, Black Beetle ebbe un combattimento con la Squadra nella nave spaziale dei Reach, e dopo che i poteri di Shimmer inavvertitamente causarono un'inondazione nella nave, la squadra riuscì a fuggire mentre Blue Beetle teneva occupato Black Beetle. Dopo che Blue Beetle fu scaraventato nell'oceano, Black Beetle arrestò l'affondamento del quartier generale dei Reach e portò via il corpo di Shimmer. Nell'episodio "True Colors", Robin, Superboy, Blue Beetle, Impulso, e Roy Harper incontrarono Black Beetle alle fattorie LexCorp (che era una collaborazione tra la LexCorp e i Reach). Black Beetle andò all'attacco e utilizzò persino il suo Processore Scarabeo per contare gli attacchi di Impulso. Blue Beetle non volle che il suo scarabeo prendesse di nuovo il controllo per farlo combattere un'altra volta con Black Beetle. Quando la squadra fuggì dalla fattoria verso un campo di grano, Black Beetle li raggiunse mentre un agente operativo con armatura verde dei Reach (che si rivelò essere il marziano B'arzz O'oomm) giunse e attaccò Black Beetle. La squadra aiutò B'arzz O'oomm a combattere Black Beetle, e il marziano disse a Blue Beetle che doveva fare fuoco dal suo Cannone Sonico contro Black Beetle. Black Beetle fu atterrato dagli attacchi combinati di Green Beetle e Blue Beetle abbastanza da metterlo fuori combattimento. Nell'episodio "Runaways", Black Beetle si imbatté in Blue Beetle e B'arzz O'oomm sul tetto di Pueblo di Taos per convincerli ad aiutare i Reach. Nell'episodio "The Hunt", Black Beetle parlò con gli Scienziati dei Reach dicendo loro che il Pianeta della Guerra era inutile per i Reach con la sorveglianza costante della Justice League. Quando i soldati guidati da Black Beetle furono portati fuori dai loro ex prigionieri Tye Longshadow, Virgil Hawkins, Asami "Sam" Koizumi, ed Eduardo "Ed" Dorado Jr., l'Ambasciatore fece sì che lo Scienziato dei Reach ordinasse a Black Beetle di terminarli. Black Beetle si confrontò con i quattro adolescenti nell'area dove i criminali Mongul e Despero erano tenuti e li attaccarono. Con la strategia di Arsenal, i quattro eroi cominciarono ad attaccare in modi diversi. Quando Arsenal liberò Mongul, attaccò Black Beetle mentre Arsenal liberò la squadra. Nell'episodio "Intervention", Black Beetle e Green Beetle pattugliarono il Pianeta della Guerra per la chiave mancante.